# Linie následnictví havajského trůnu

Královský znak Havaje.

Následnictví trůnu zaniklého Havajského království po dobu trvání havajské monarchie určovala poslední platná královská ústava z roku 1887 platná až do svržení havajské monarchie v lednu 1893.
Článek 21 a 22 ústavy permanentně stanovil královskou korunu dědičnou a to v osobě krále Kalākauau a jeho zákonné potomky v přímé linii. Pokud by takových potomků nebylo, tak měl trůn připadnout Kalākauaově sestře (pozdější královně) Liliuokalani a po její smrti pak jejím zákonným potomkům. Dále byl stanoven přímo následnický systém. Dědicem trůnum je nejstarší syn a poté jeho dědicové, poté mladší synové a jejich dědicové, není-li synů tak nejstarší dcera a její dědicové a poté mladší dcery a jejich dědicové, starší linie před mladší. Šlo o klasickou kognatickou primogenituru (např. Británie, Španělsko, Monako, Tonga). 
Pokud by nastala situace, že by dle tohoto algoritmu nebyl žádný dědic trůnu, tak měl král pravomoc jmenovat svého nástupce se souhlasem sněmovny Lordů a veřejně tohoto dědice za svého života prohlásit. Pokud by ani takto nebyl stanoven dědic trůnu a trůn zůstal uprázdněný měla vláda svolat zasedání parlamentu, na kterém dojde k tajné volbě některého domorodého šlechtice (ali‘i) králem. Po zvolení je nový král výchozí osobou pro následnický řád uvedený výše.
Dle článku 23 ústavy bylo zakázáno členům královské rodiny, kteří mají mít zachováno právo na trůn, aby uzavřeli manželství bez souhlasu vládnoucího panovníka. Manželství takto uzavřené by bylo považováno za neplatné a královská osoba jenž ho uzavřela, by královskou proklamací byla prohlášena za zřeknutou se práva následnictví trůnu. Pozici této osoby v následnictví trůnu (pro účely následnictví považované za mrtvou) by poté obsadil následující dědic.
Článek 25 ukládal, že dědicem trůnu nemůže být osoba, která spáchala nechvalný zločin nebo je psychicky nezpůsobilá.
Článek 32 upravoval možnost, kdy by dědic trůnu nebyl plnoletý (tj. nedosáhl 18 let) a pro tento případ stanovovalo výkon královské moci do rukou regenta či regentské rady. Podmínky regentství určoval následující článek 33. Ten stanovil nutnost králi určit regenta po dobu své nepřítomnosti v zemi a také privilegium určit regenta či regentskou radu za případného nezletilého dědice. Pokud by král zemřel a neustanovil pro takovou situaci žádného regenta byl za regentskou radu považován vládní kabinet do té doby než se okamžitě svolaný parlament volbou neshodne na osobě regenta či obsazení regentské rady.

## Současná linie následnictví
- král Keaweʻīkekahialiʻiokamoku (1665–1754)
  - princ Keeaumoku Nui
    - princ Keōua (†1752)
      -  král Kamehameha I. (1737–1819)
        -  král Kamehameha II. (1797–1824)
        -  král Kamehameha III. (1813–1854)
        - princezna Kīnaʻu (1805–1839)
          -  král Kamehameha IV. (1834–1863)
          -  král Kamehameha V. (1830–1872)

      - princ Kalaʻimamahu (†1820)
        - princezna Kekāuluohi (1794–1845)
          -  král Lunalilo (1835–1874)

  - princ Kalaninuiamamao
    - princezna Alapaiwahine
      - princ Kamanawa (1785–1840)
        - princ Caesar Kapaakea (1815–1866)
          -  král Kalākaua (1836–1891)
          -  královna Liliuokalani (1838–1917)
          - princezna Miriam Likelike (1851–1887)
            -  korunní princezna Victoria Kaʻiulani (1875–1899)

    -  princ Keawemauhili (1710–1790)
      -  princ Elelule Laʻakeaelelulu
        -  princ Kūhiō Kalanianaole
          -  princezna Victoria Kinoiki Kekaulike (1843–1884)
            -  princ David Kawānanakoa (1868–1908)
              - princ Edward David Kawānanakoa (1904-1953), pretendent trůnu
              - princezna Abigail Kawānanakoa (1903–1961), pretendentka trůnu
                - princ Edward Kawānanakoa (1924–1997), pretendent trůnu
                  - princ Quentin Kawānanakoa (*1961), současný pretendent trůnu a hlava dynastie Kawānanakoa
                    - (1) princ Kincaid Kawānanakoa (*1997)
                    -  (2) princ Riley Kawānanakoa (*1999)

                  -  (3) princ Andrew Piʻikoi Kawānanakoa (*1964)
                    - (4) princ Andrew Kaʻeokulani Kawānanakoa (*1989)
                    -  (5) princ Jonah Kealiʻiokulani Kawānanakoa (*1991)

                -  (6) princezna Ester Kapiʻolani Kawānanakoa (*1928)

              -  princezna Lydia Liliuokalani Kawānanakoa (1905–1969)
                -  princezna Abigail Kinoiki Kekaulike Kawānanakoa (1926-2022)